# Rue Brauhauban (Tarbes)
La rue Brauhauban est une voie de la commune de Tarbes, situé dans le quartier du  Centre-ville, département des Hautes-Pyrénées en région Occitanie.

## Situation et accès

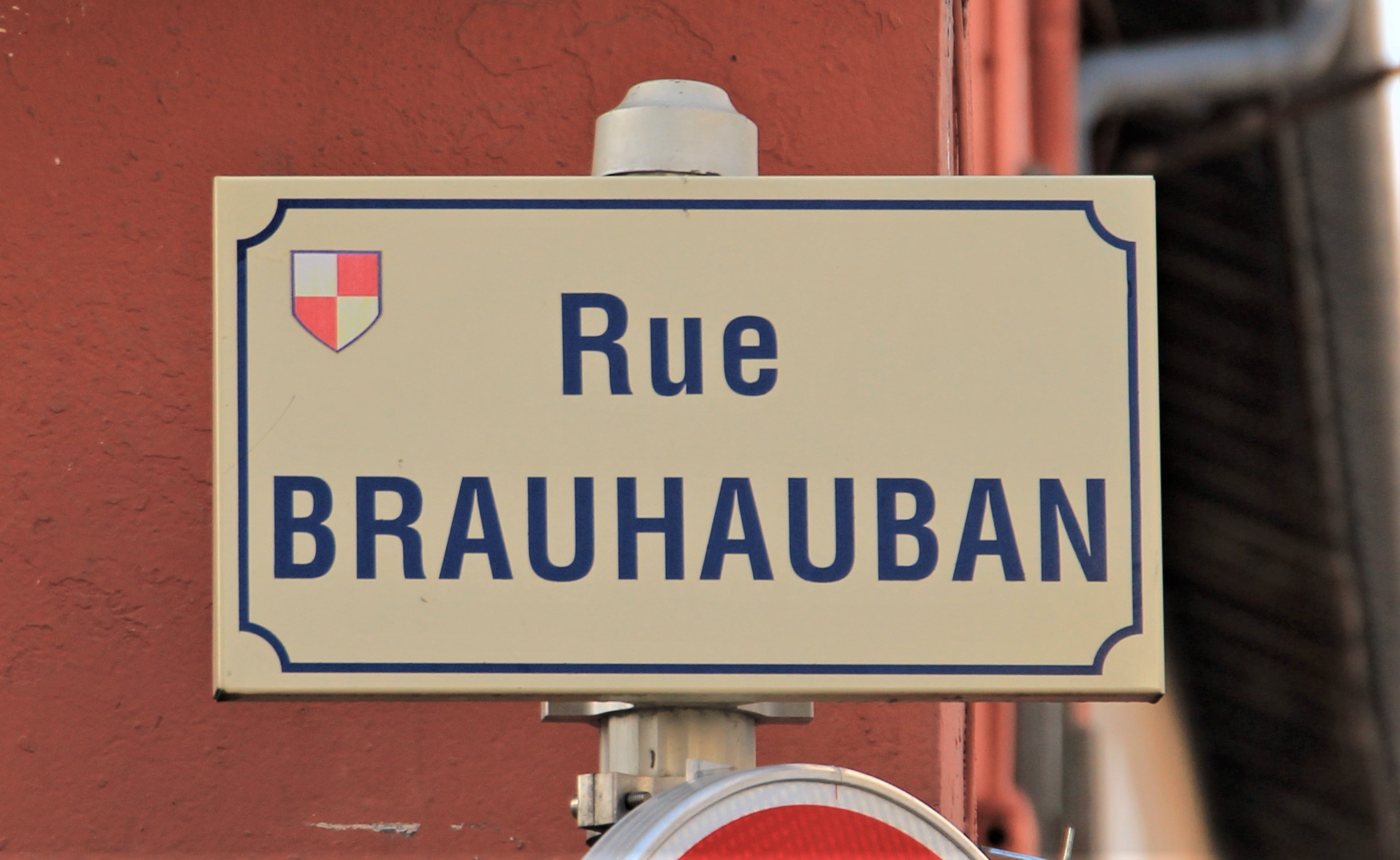
Plaque de la rue.

Longue de 610 mètres dans le sens ouest-est, elle est à sens unique pour moitié est et entièrement piétonne pour l'autre moitié à l'ouest.
Elle représente une des artères commerçante la plus importante du quartier du centre-ville, canton de Tarbes 2.
La rue commence à l'ouest par la place de Verdun, elle est coupée par la place Jean-Jaurès (place de la Mairie) et se termine à l'est par la place Montaut.

### Transports
La rue est  directement desservie par les transports en commun.

## Odonymie
La rue tient son nom en l'honneur d'Antoine Jean Brauhauban, ancien maire de Tarbes de 1875 à 1877.
La rue se nommait anciennement : carrèra deu Borg Vielh qui signifie la rue centrale du Bourg-Vieux.

## Bâtiments principaux
- No 23 : Maison natale de Théophile Gautier ;
- No 30 : Église Saint-Jean-Baptiste sur la place Saint-Jean ;
- No 31 : Maison natale de Bertrand Barère ;
- No 34 : Galeries Lafayette ;
- No 43 : Monument à Danton sur la place de la mairie.
- No 47 : Hôtel Brauhauban

## Galerie d'images

Sélection de vues de la rue.
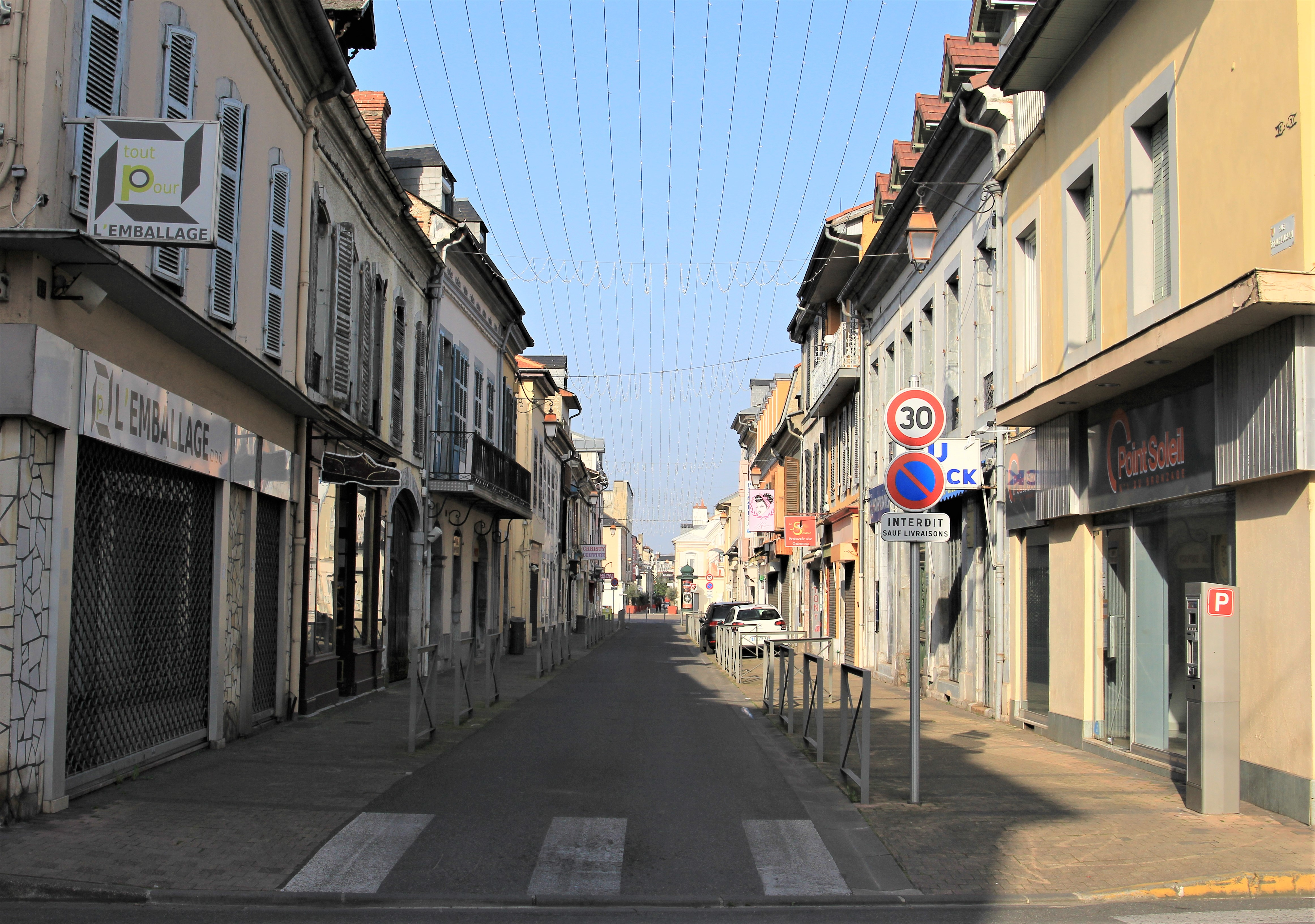
Partie centre.
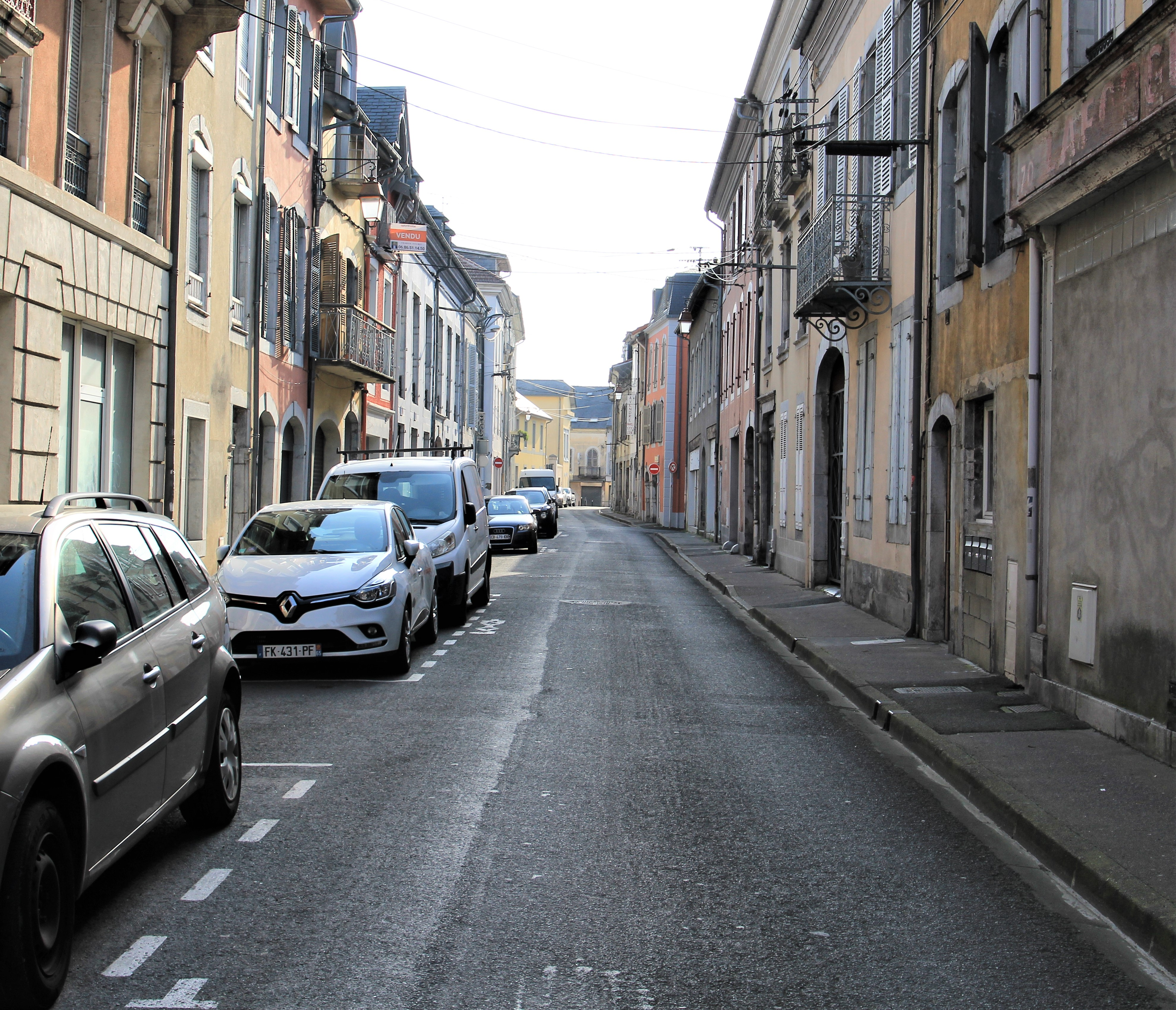
Partie est.